# 2017-es UCI Women’s World Tour
A 2017-es UCI Women’s World Tour egy versenysorozat volt, mely 20 országútikerékpár-versenyt foglalt magában a 2017-es női kerékpáros szezonban. Ez volt a Nemzetközi Kerékpáros-szövetség (UCI) által 2016-ban létrehozott UCI Women’s World Tour második kiírása.

## Csapatok
| Profi női kerékpárcsapatok (43)- Alé Cipollini Galassia - Aromitalia Vaiano - Astana Women's Team - BePink Cogeas - Bizkaia-Durango - Boels Dolmans - BTC City Ljubljana - Canyon Sram Racing - Cervélo Bigla - China Chongming-Liv Pro Cycling - Colavita-Bianchi - Cylance Pro Cycling - Drops - FDJ-Nouvelle Aquitaine-Futuroscope - Giusfredi-Bianchi - Hagens Berman-Supermint - Hitec Products - Lares-Waowdeals Women Cycling Team - Lensworld-Kuota - Lointek - Minsk Cycling Club - Orica-Scott - Parkhotel Valkenburg-Destil Cycling Team - Rally Cycling - SC Michela Fanini - SAS-Macogep - Servetto Giusta - Sho-Air Twenty20 - Sport Vlaanderen-Etixx - Team Illuminate - Sunweb - Team Tibco-Silicon Valley Bank - VéloCONCEPT Women - Team WNT - Conceria Zabri-Fannini-Guerciotti - Thailand Women's cycling team - Top Girls Fassa Bortolo - UnitedHealthcare - Valcar PBM - Visit Dallas DNA - Weber Shimano Ladies Power - Wiggle High5 - WM3 Pro Cycling |
| |

## Versenyek
| márc. 4.                            | 1  | női Strade Bianche             | Elisa Longo Borghini (Wiggle High5)  |
| márc. 11.                           | 2  | női Ronde van Drenthe          | Amalie Dideriksen (Boels Dolmans)    |
| márc. 19.                           | 3  | Trofeo Alfredo Binda           | Coryn Rivera (Sunweb)                |
| márc. 26.                           | 4  | női Gent–Wevelgem              | Lotta Lepistö (Cervélo Bigla)        |
| ápr. 2.                             | 5  | női flandriai körverseny       | Coryn Rivera (Sunweb)                |
| ápr. 16.                            | 6  | női Amstel Gold Race           | Anna van der Breggen (Boels Dolmans) |
| ápr. 19.                            | 7  | női La Flèche Wallonne         | Anna van der Breggen (Boels Dolmans) |
| ápr. 23.                            | 8  | női Liège–Bastogne–Liège       | Anna van der Breggen (Boels Dolmans) |
| 2017. május 5. – 7.                 | 9  | Csungming-szigeti körverseny   | Jolien D'Hoore (Wiggle High5)        |
| 2017. május 11. – 14.               | 10 | női Tour of California         | Anna van der Breggen (Boels Dolmans) |
| 2017. június 7. – 11.               | 11 | The Women's Tour               | Katarzyna Niewiadoma (WM3)           |
| 2017. június 30. – július 9.        | 12 | Giro d’Italia Donne            | Anna van der Breggen (Boels Dolmans) |
| 2017. július 20. – 22.              | 13 | La Course by Le Tour de France | Annemiek van Vleuten (Orica-Scott)   |
| júl. 29.                            | 14 | RideLondon Classique           | Coryn Rivera (Sunweb)                |
| aug. 11.                            | 15 | Open de Suède Vårgårda TTT     | Boels Dolmans                        |
| aug. 13.                            | 16 | Open de Suède Vårgårda RR      | Lotta Lepistö (Cervélo Bigla)        |
| 2017. augusztus 17. – 20.           | 17 | Ladies Tour of Norway          | Marianne Vos (WM3)                   |
| aug. 26.                            | 18 | Classic Lorient Agglomération  | Lizzie Deignan (Boels Dolmans)       |
| 2017. augusztus 29. – szeptember 3. | 19 | Simac Ladies Tour              | Annemiek van Vleuten (Orica-Scott)   |
| szept. 10.                          | 20 | La Vuelta Femenina             | Jolien D'Hoore (Wiggle High5)        |

## Fordítás
- Ez a szócikk részben vagy egészben  a(z)   2017 UCI Women's World Tour című angol Wikipédia-szócikk ezen változatának fordításán alapul.  Az eredeti cikk szerkesztőit annak laptörténete sorolja fel. Ez a jelzés csupán a megfogalmazás eredetét és a szerzői jogokat jelzi, nem szolgál a cikkben szereplő információk forrásmegjelöléseként.